# Stenmård
Stenmård (Martes foina) är en art i familjen mårddjur.

## Utseende

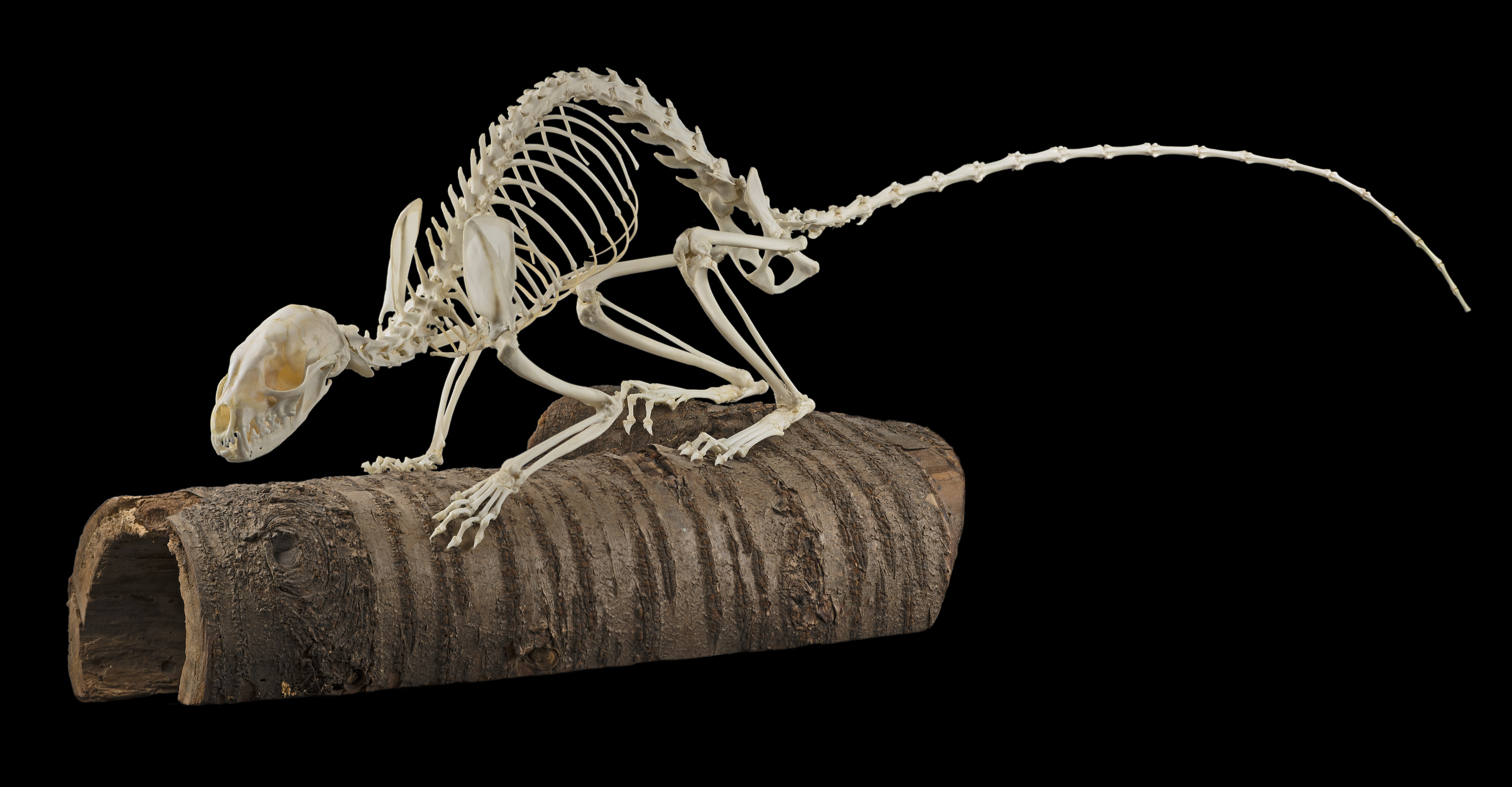
Skelett av stenmård.

Stenmården påminner om skogsmården men har en något längre svans, ett längre avsmalnat huvud och mindre, mer avrundade öron som också sitter bredare isär. Dess nos är ljust persikofärgad eller gråaktig till skillnad från skogsmårdens som är svart eller gråsvart. Tassarna är inte lika pälsbeklädda vilket gör att de inte ser lika breda ut som skogsmårdens, och trampdynorna är synliga även på vintern. På grund av sina kortare ben har den ett annat rörelsemönster än skogsmården och den rör sig mer krypande som en iller.
Pälsen är gråbrun med gråvitaktig underull och mörkbrunt stickelhår. Den har en rent vit halsfläck som är kluven baktill. Den övre kindtandens ytterrand är konkav. Kroppslängden är omkring 45 centimeter, exklusive svanslängden på omkring 25 centimeter. Vikten är upptill 1,3 kg för honan och 1,7 kg för hanen.

## Utbredning
Stenmården förekommer i större delen av södra och i hela mellersta Europa, och österut med vissa avbrott till nordvästra Kina, Afghanistan, Pakistan, Indien, Nepal och Bhutan. År 1998 påträffades den också första gången i Myanmar. Den saknas i stora delar av norra Europa, inklusive Storbritannien, men är vanlig i Danmark och det finns en mycket liten population i Sverige. I USA har förrymda pälsdjur etablerat en stam i Wisconsin.

### Förekomst i Sverige
I mars 2018 gjordes första fyndet av stenmård i Sverige, då en individ sköts i nordöstra Skåne. Då bland annat honor med mjölkfyllda juver senare har fotograferats, betraktar Artdatabanken numera arten som bofast och reproducerande i Sverige.

## Ekologi

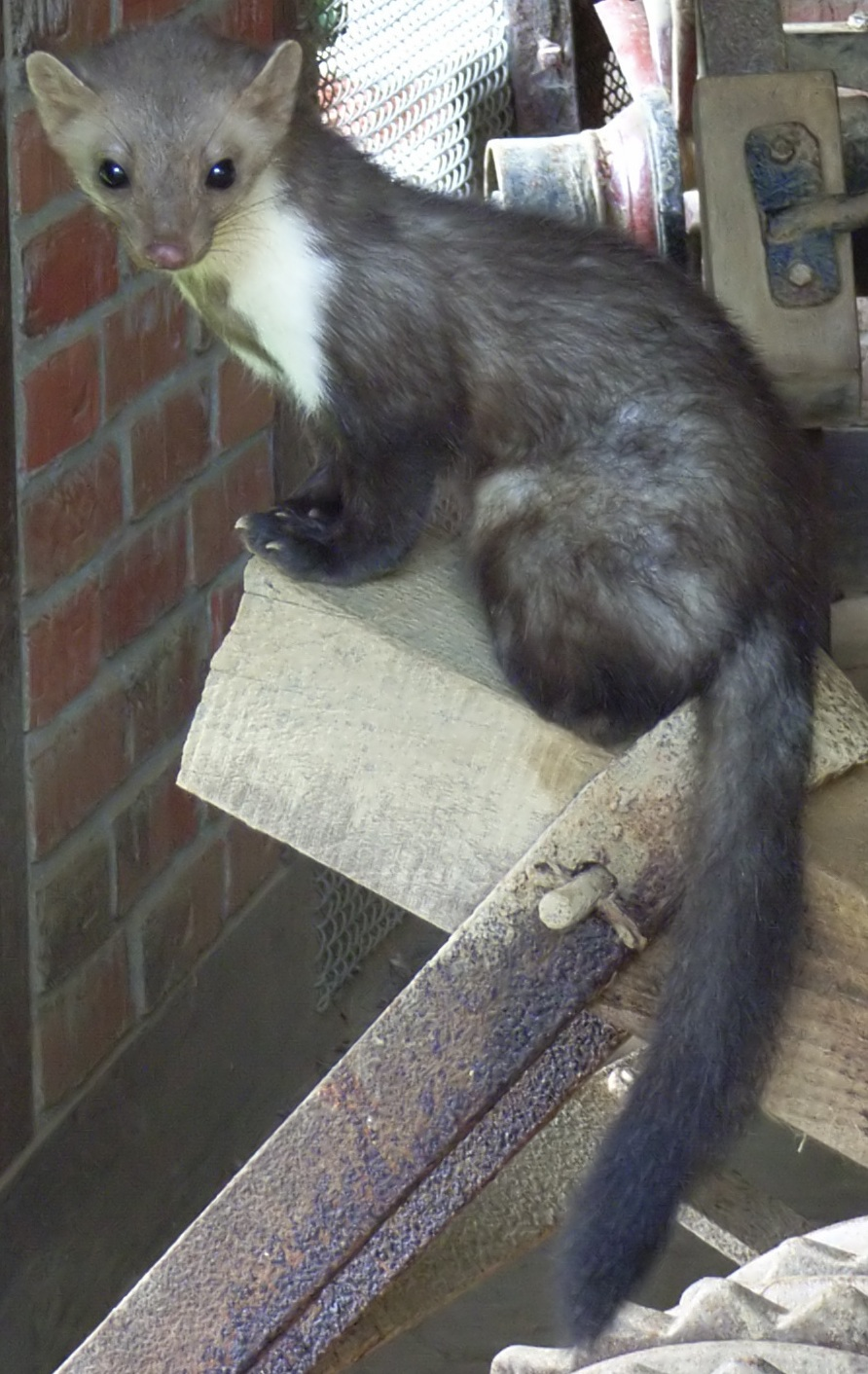
Stenmården är väl anpassad till människans miljöer och förekommer till och med inne i städer.

Stenmården är i hög grad anpassad till människans miljöer som jordbruksmark, byar, större samhällen och även städer. Den är nattaktiv och söker daglega i övergivna räv-, ekorr- eller större fågelbon. Den kan också bo i uthus eller på vinden i boningshus. Annars föredrar den öppna lövskogar och höglänta klipplandskap, och sommartid kan den förekomma så högt som 4 000 meter över havet.

### Föda
Stenmården lever framför allt av smågnagare, i synnerhet åkersork, och fåglar. Fåglar föredras i samhällen, medan smågnagarna företrädesvis jagas på öppen mark. Dessutom tar arten igelkott, mullvad, hare, ekorre, fågelägg och insekter. I synnerhet på hösten äter den också bär och frukt. I vissa områden kan växtdieten tidvis utgöra merparten av födan.

### Fortplantning
Parningssäsongen äger rum i juli till augusti. Likt de flesta mårddjur har den fördröjd fosterutveckling, och de 1-5 (vanligen 2-3) ungarna föds i mars till början av april. De blir könsmogna vid ungefär 1 års ålder. Medellivslängden är omkring 3 år; som högst kan de bli 10 år gamla i frihet, och upp till 20 år i fångenskap.

## Stenmården och människan
Den håller sig gärna i närheten av människans boplatser och kallas därför "husmår" på danska.
Tidigare utgjorde arten ett problem då den ofta tog fjäderfä, något som har minskat i och med hönsproduktionens koncentration till större enheter. Dock anses den fortfarande som ett hot för tamduvor och mindre fågeluppfödning. Den kan också orsaka skador på hus. Stenmården är i mellersta Europa känd för att bita sönder kablar och slangar i bilar. Vad beteendet beror på är omdebatterat, men eftersom det främst sker på våren, finns en teori att handlar om unga, oerfarna djur som "provar sig fram" om vad som är ätbart. Andra teorier är att det är ett lekbeteende.
Ibland dödas exemplar som tar husdjur som föda. I Ryssland och Indien sker jakt för pälsens skull. Hela populationen anses vara stabil. IUCN listar arten som livskraftig (LC).